# Bas les pattes, soldat
Pour plus de détails, voir Fiche technique et Distribution.
Bas les pattes, soldat (The Rebel Without Claws) est un dessin animé de la série Looney Tunes réalisé par Friz Freleng et sorti en 1961.